# Albert Goldmann
Pour les articles homonymes, voir Goldmann.
 (septembre 2018).
Albert Goldmann, né le 4 décembre 1901 à Dudelange et mort le 22 juin 1980 à Luxembourg, est un juriste et homme politique luxembourgeois, président du Conseil d'État du 26 juin 1976 au 4 décembre 1976.